# Beth Hall
Beth Hall (Bogota, 5 giugno 1958) è un'attrice statunitense, nota soprattutto per aver interpretato Wendy nella sitcom Mom.

## Filmografia

### Cinema
- Wild, regia di Jean-Marc Vallée (2014)
- Non sei invitata al mio bat mitzvah (You Are So Not Invited to My Bat Mitzvah), regia di Sammi Cohen (2023)

### Televisione
- Murphy Brown - serie TV, 1 episodio (1997)
- It's Like, You Know... - serie TV, 1 episodio (1999)
- Frasier - serie TV, 1 episodio (2001)
- Dr. House - Medical Division - serie TV, 1 episodio (2004)
- Mad Men - serie TV, 20 episodi (2010-2015)
- Curb Your Enthusiasm - serie TV, 1 episodio (2011)
- Mistresses - Amanti - serie TV, 1 episodio (2013)
- Parks and Recreation - serie TV, 1 episodio (2014)
- The Bridge - serie TV, 1 episodio (2014)
- Jane the Virgin - serie TV, 1 episodio (2014)
- About a Boy - serie TV, 1 episodio (2014)
- Mom - serie TV, 117 episodi (2014-2020)

## Doppiatrici italiane
Nelle versioni in italiano delle opere in cui ha recitato, Beth Hall è stata doppiata da:
- Daniela Amato in Mom
- Emanuela D'Amico in Gortimer Gibbon - La vita a Normal Street
- Maria Grazia Dominici in Non sei invitata al mio bat mitzvah